# Грозный (крейсер)

## Ракетный крейсер «Грозный»
Ракетный крейсер проекта 58. Всего было построено четыре подобных крейсера: « Грозный», «Адмирал Головко», «Варяг», «Адмирал Фокин», которые были первыми советскими крейсерами, вооружёнными противокорабельным ракетным оружием.

## Историческая справка

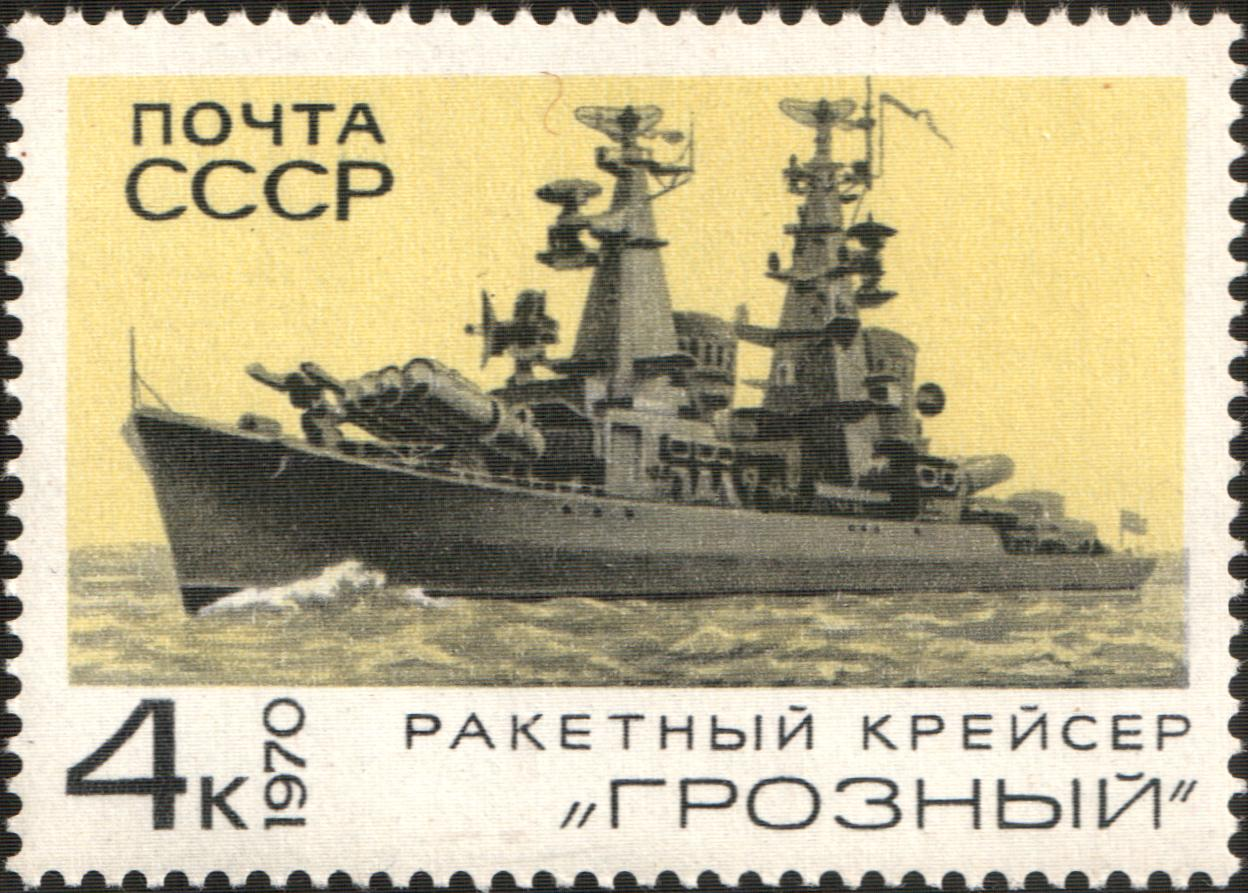
Марка СССР: Ракетный крейсер «Грозный». Серия: Боевые корабли Военно-Морского Флота СССР

Главным конструктором стал В. А. Никитин. Эскизный проект 58 был разработан в 1957 году, в этом же году началась разработка технического проекта крейсера. Вначале проекту было присвоено название эскадренный миноносец «Грозный», и он был заложен на Ленинградском судостроительном заводе имени А. А. Жданова 23 февраля 1960 года. После постройки корабль причислили к классу крейсеров, подклассу «ракетный крейсер», отнеся к кораблям I ранга.(1) Окончательно вопрос был решён во время визита на корабль Н. С. Хрущёва 22 июля 1962 года(2).
В 1968 году принимал участие в съёмках фильма «Нейтральные воды» о службе черноморцев в Средиземном море. Также на корабле велись съёмки  фильма Очевидное-невероятное. Бермудский треугольник (1976).
В июне 1971 года принимал участие в военно-морских учениях Юг-71.

## Конец службы
Крейсер выведен из состава флота 9 июля 1991 года на пирсе № 46 в Лиепае. После списания перемещён на причал № 23, на котором в период 1978—1990 годов находился в консервации крейсер Свердлов. Работы по разделке начались летом 1992 года, а к концу года крейсер был практически разобран, кроме остова. Остов корабля окончательно утилизирован в 1993 году.

## Командиры
- капитан 2-го ранга Ушаков, Александр Петрович
- капитан 2-го ранга, капитан 1-го ранга Рябинский, Николай Иванович (16.10.1969—10.1972).
- капитан 2-го ранга Корнейчук, Волин Александрович (1972).